# Basilica di Notre-Dame d'Avesnières
La basilica di Notre-Dame d'Avesnières è una chiesa cattolica del quartiere di Avesnières a Laval, nel dipartimento della Mayenne.
Fa parte della parrocchia "La Trinité - Avesnières - Cordeliers", che comprende la Cattedrale di Laval e la Chiesa dei Cordeliers.

## Storia
La chiesa esisteva già nell'XI secolo, ma l'attuale struttura risale a circa due secoli dopo, quando alcune monache benedettine vi installarono un priorato. Le suore lasciarono Avesnières durante la Guerra dei Cent'Anni e la chiesa divenne una semplice chiesa parrocchiale. Fu elevata a basilica minore nel 1898, da papa Leone XIII.

## Struttura
L'edificio, in stile romanico, ha un campanile che si avvicina all'architettura gotica e rinascimentale.
La chiesa è sulla lista dei 1.034 primi monumenti storici francesi codificati nel 1840.

## Galleria d'immagini

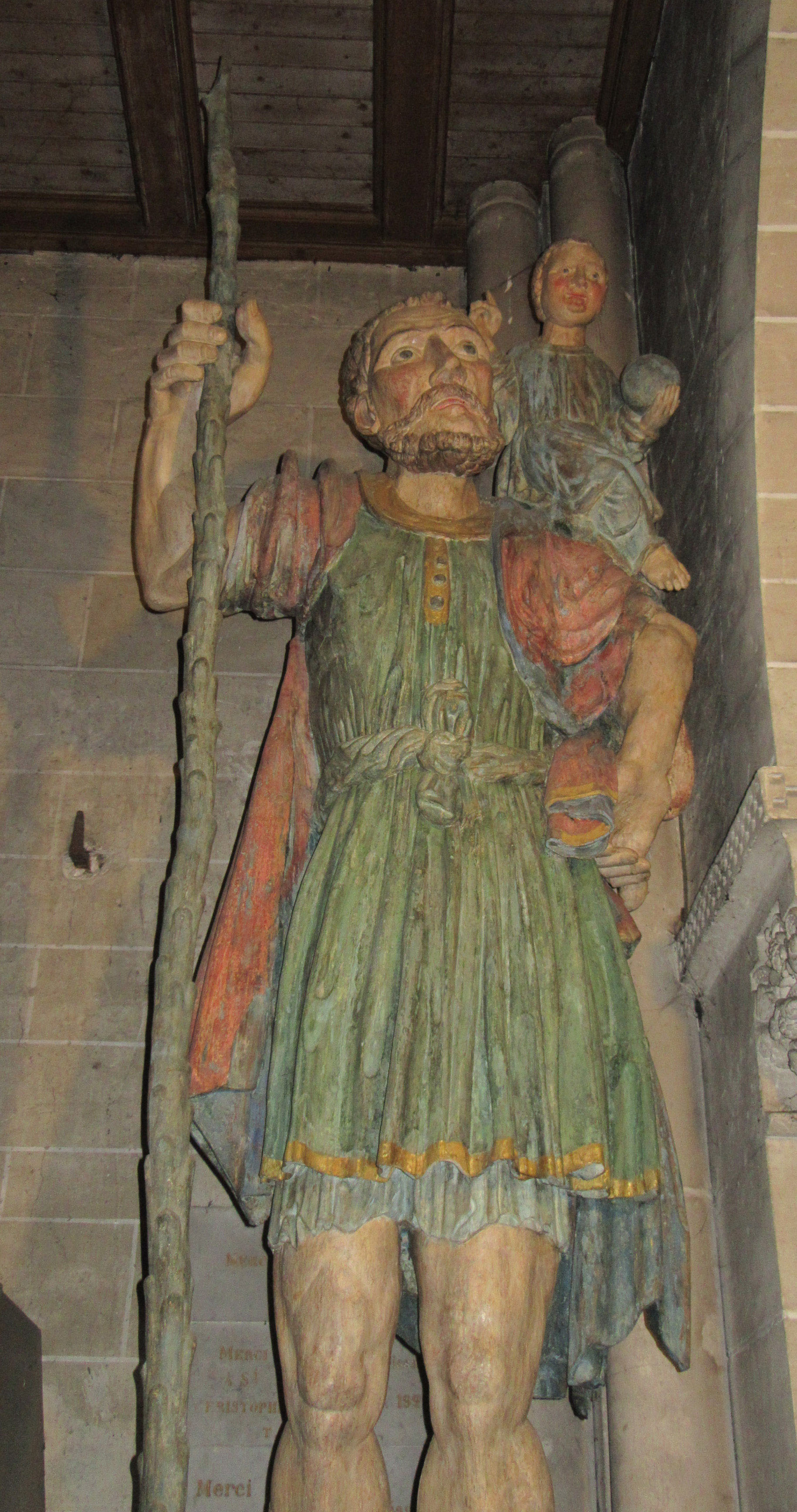
Statua lignea di san Cristoforo, interno della basilica.
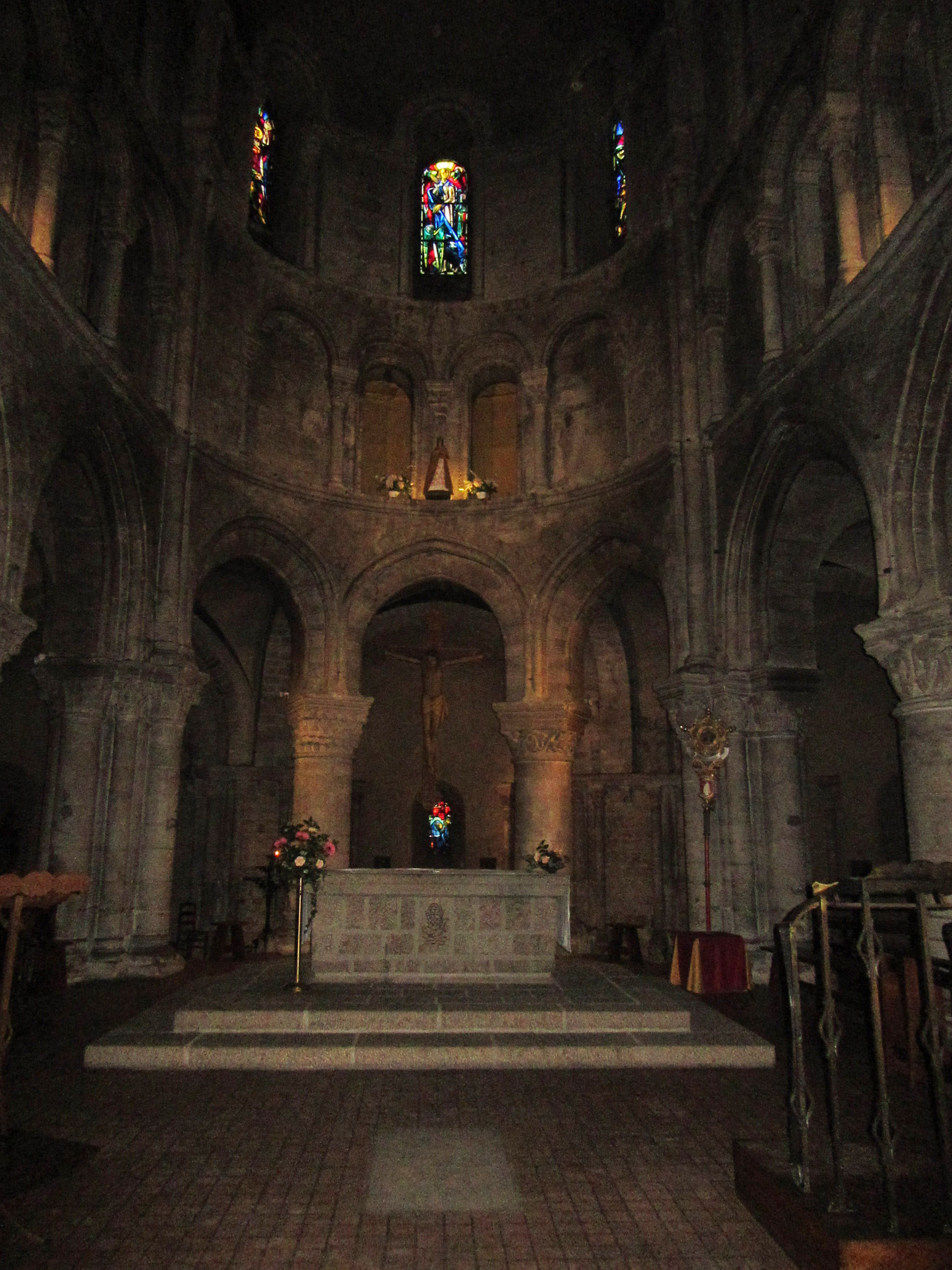
Interno della basilica.
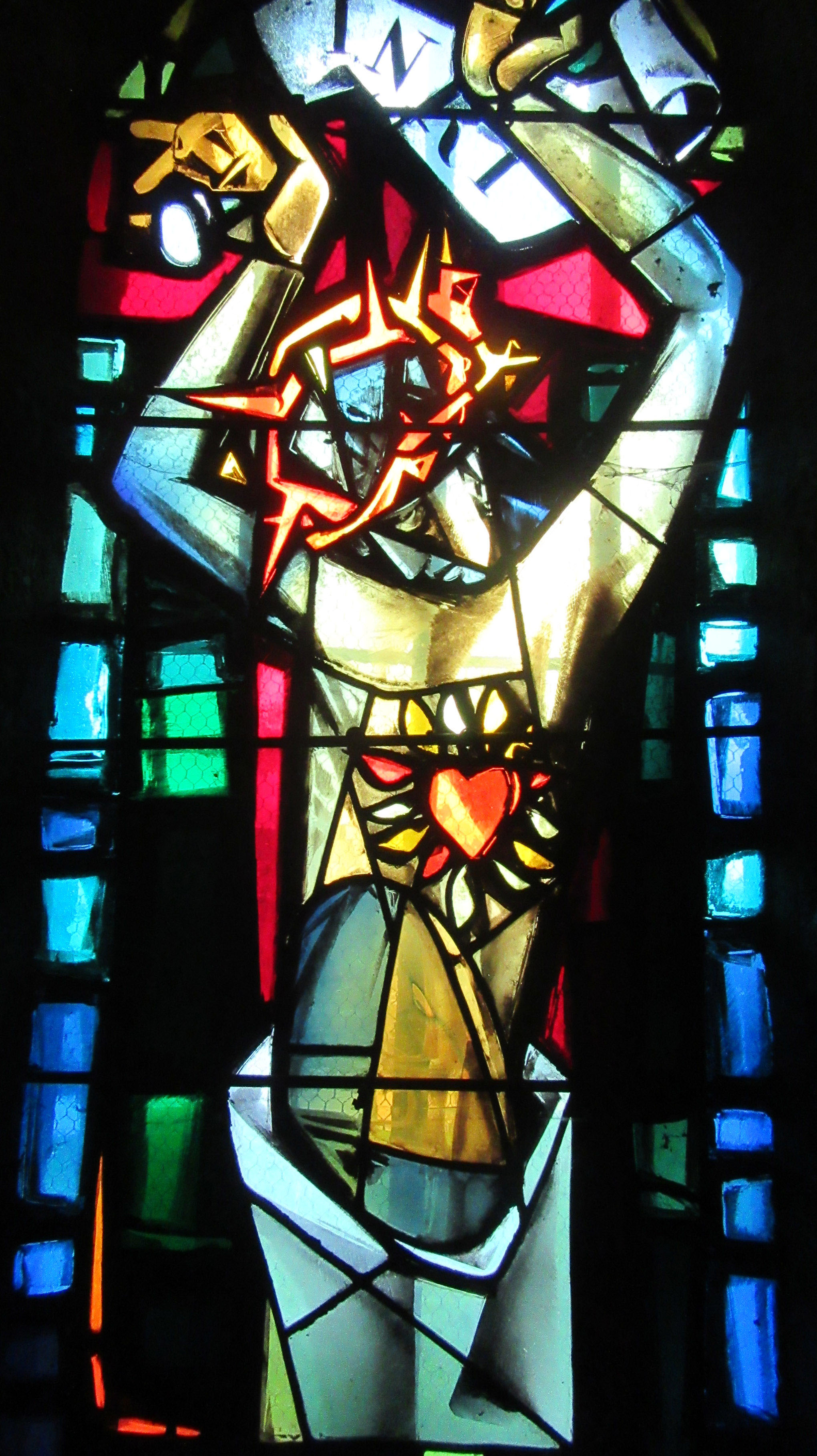
Vetrata con la crocifissione di Gesù.